# 柄腺山扁豆
柄腺山扁豆（学名：Chamaecrista pumila）为豆科山扁豆属下的一个种。